# 와이오밍 대학교

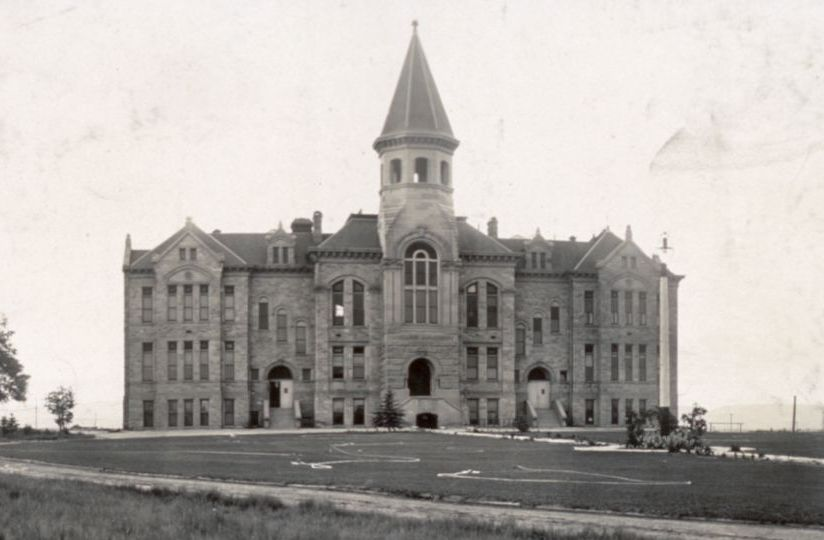

와이오밍 대학교(University of Wyoming, UW)는 미국 와이오밍주 래러미에 위치한 공립 랜드그랜트 연구형 대학이다. 와이오밍주가 44번째로 주로 승인되기 4년 전인 1886년 3월 설립되었으며 1887년 9월 개교하였다.